# Odonteleotris macrodon
Odonteleotris macrodon is een straalvinnige vissensoort uit de familie van slaapgrondels (Eleotridae). De wetenschappelijke naam van de soort is voor het eerst geldig gepubliceerd in 1854 door Bleeker.